# Coelogyne assamica
Coelogyne assamica är en orkidéart som beskrevs av Jean Jules Linden och Heinrich Gustav Reichenbach.
Coelogyne assamica ingår i släktet Coelogyne och familjen orkidéer. Inga underarter finns listade i Catalogue of Life.

## Bildgalleri

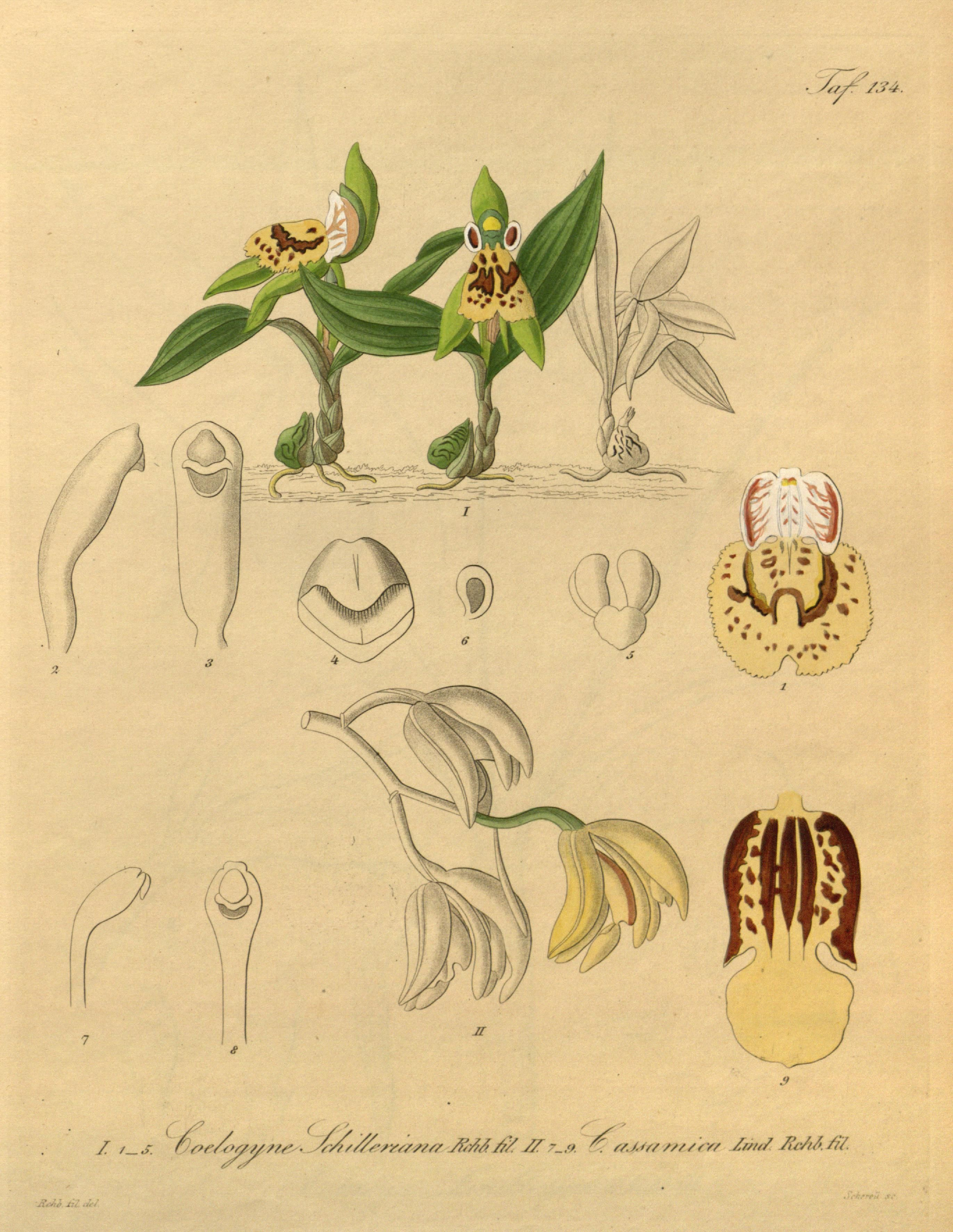